# Immobile K3
Immobile K3 – biurowiec klasy A znajdujący się przy placu Kościeleckich 3 w Bydgoszczy. Budowa obiektu rozpoczęła się w kwietniu 2016 roku.

## Historia

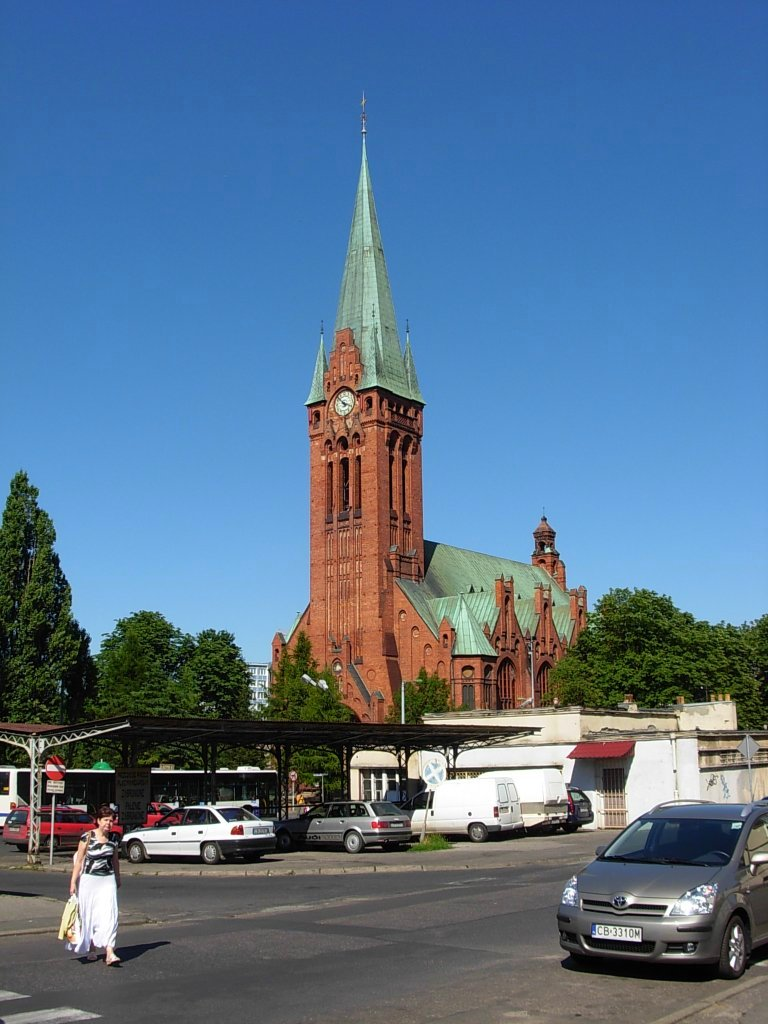
Pozostałości dawnego dworca autobusowego na tle Kościoła św. Andrzeja Boboli (2008)

W miejscu Immobile K3 200 lat wcześniej znajdowała się fosa miejska i fosa zamkowa, po zasypaniu tych obiektów powstał tam między innymi dworzec autobusowy i parking. Budowa biurowca klasy A Immobile K3 rozpoczęła się w kwietniu 2016 roku. Przy okazji rozpoczęcia prac budowlanych przeprowadzono prace archeologiczne, dzięki którym odkryto tysiące zabytków archeologicznych. Nazwa budynku to połączenie nazwy Grupy Kapitałowej Immobile oraz adresu plac Kościeleckich 3. Podczas uroczystości wmurowania kamienia węgielnego pod inwestycję biurowca obecny był prezes i większościowy udziałowiec Grupy Kapitałowej Immobile, Rafał Jerzy.
8 lutego 2018 roku została ukończona konstrukcja budynku oraz zawieszono na nim wiechę. Trwały wówczas prace murowe, ocieplanie stropów oraz przygotowywano instalację do oddymiania garaży, a Rafał Jerzy zapowiedział, że otwarcie budynku nastąpi w lipcu. Ostatecznie biurowiec został otwarty w 2019 roku.
Immobile K3 to pierwszy nowo wybudowany budynek biurowy, który powstał w ścisłym centrum miasta od ponad stu lat. W budynku został otwarty między innymi oddział przedsiębiorstwa Sii Polska. W latach 2019–2024 w biurowcu działała restauracja La Rosa. W 2025 roku zmieniła się formuła najmu lokali, w ramach której wprowadzono elastyczny najem powierzchni.

## Konstrukcja
Architektem biurowca został Karol Fiedor z przedsiębiorstwa CDF Architekci, które skupia się działaniach rewitalizujących centra miast. Najtrudniejszym zadaniem przy projektowaniu kształtu budynku było dopasowanie go do architektury bydgoskiej dzielnicy Śródmieście. Maciej Daniel został kierownikiem projektu, a Stanisław Korabiak został kierownikiem budowy. Jarosław Sach był kierownikiem kontraktu.
Budynek został usadowiony przy placu Kościeleckich 3 w Bydgoszczy. Ma pięć kondygnacji nadziemnych i dwie podziemne. W podziemnych kondygnacjach znajduje się parking składający się z 80 miejsc postojowych dla samochodów oraz parking dla rowerów wraz węzłami sanitarnymi. Jego powierzchnia użytkowa wynosi 8,8 tys. m². Do zbudowania budynku zużyto dziesięć tysięcy metrów sześciennych betonu i 1,3 tys. ton stali. Bryła budynku ma nieregularny kształt.

## Odbiór
Prezydent miasta Bydgoszczy Rafał Bruski stwierdził, że budynek Immobile K3 „to piękny budynek” oraz że będzie miał on wpływ na Śródmieście. W 2019 roku biurowiec został opisany w dwumiesięczniku „Outsourcing and More” jako atrakcyjne i nowoczesne miejsce, wpisujące się w ideę employer brandingu.